# Sân bay Ketapang
Sân bay Ketapang, hay Sân bay Rahadi Usman hoặc Sân bay Rahadi Osman (IATA: KTG, ICAO: WIOK), là một sân bay ở Ketapang, Tây Kalimantan, Indonesia. Sân bay Ketapang có một đường cất hạ cánh dài 1398 m có bề mặt rải nhựa đường.

## Các hãng hàng không và các tuyến điểm
- Dirgantara Air Services (Pontianak)[3]
- Indonesia Air Transport (Pontianak, Pangkalanbun, Semarang)